# Noen Sa-nga (huyện)
Noen Sa-nga (tiếng Thái: เนินสง่า) là một huyện (amphoe) thuộc tỉnh Chaiyaphum, đông bắc Thái Lan.

## Lịch sử
Chính quyền đã tách Tambon Nong Chim, Ta Noen và Kahad thuộc Chatturat để lập tiểu huyện (King Amphoe) Noen Sa-nga vào ngày 1 tháng 4 năm 1992. Đơn vị này đã được nâng cấp thaàn huyện đầy đủ ngày 11 tháng 10 năm 1997.

## Địa lý
Các huyện giáp ranh là (từ phía đông theo chiều kim đồng hồ) Ban Lueam, Khong và Phra Thong Kham của tỉnh Nakhon Ratchasima, và Chatturat, Ban Khwao và Mueang Chaiyaphum của tỉnh Chaiyaphum.

## Hành chính
Huyện này được chia thành 4 phó huyện (tambon), các đơn vị này lại được chia thành 48 làng (muban). Không có khu vực đô thị (thesaban, và 4 tổ chức hành chính tambon.
| 1. | Nong Chim | หนองฉิม |  |
| 2. | Ta Noen   | ตาเนิน  |  |
| 3. | Kahad     | กะฮาด  |  |
| 4. | Rang Ngam | รังงาม  |  |